# Gran Premio de Austria de Motociclismo de 2020
El Gran Premio de Austria de Motociclismo de 2020 (oficialmente: myWorld Motorrad Grand Prix Von Österreich) fue la quinta prueba del Campeonato del Mundo de Motociclismo de 2020. Tuvo lugar en el fin de semana del 14 al 16 de agosto de 2020 en el Red Bull Ring, situado en la ciudad de Spielberg, Estiria (Austria).
La carrera de MotoGP fue ganada por Andrea Dovizioso, seguido de Joan Mir y Jack Miller. Jorge Martín fue el ganador de la prueba de Moto2, por delante de Luca Marini y Marcel Schrötter. La carrera de Moto3 fue ganada por Albert Arenas, Jaume Masiá fue segundo y John McPhee tercero.

## Resultados

### Resultados MotoGP
| Pos.    | N.º | Piloto            | Constructor | Vueltas | Tiempo      | Parrilla | Puntos |
| ------- | --- | ----------------- | ----------- | ------- | ----------- | -------- | ------ |
| 1       | 04  | Andrea Dovizioso  | Ducati      | 20      | 28:20.853   | 4        | 25     |
| 2       | 36  | Joan Mir          | Suzuki      | 20      | +1.377      | 6        | 20     |
| 3       | 43  | Jack Miller       | Ducati      | 20      | +1.549      | 2        | 16     |
| 4       | 33  | Brad Binder       | KTM         | 20      | +5.526      | 17       | 13     |
| 5       | 46  | Valentino Rossi   | Yamaha      | 20      | +5.837      | 12       | 11     |
| 6       | 30  | Takaaki Nakagami  | Honda       | 20      | +6.403      | 10       | 10     |
| 7       | 9   | Danilo Petrucci   | Ducati      | 20      | +12.498     | 13       | 9      |
| 8       | 20  | Fabio Quartararo  | Yamaha      | 20      | +12.534     | 3        | 8      |
| 9       | 27  | Iker Lecuona      | KTM         | 20      | +14.117     | 16       | 7      |
| 10      | 12  | Maverick Viñales  | Yamaha      | 20      | +15.276     | 1        | 6      |
| 11      | 41  | Aleix Espargaró   | Aprilia     | 20      | +17.772     | 14       | 5      |
| 12      | 51  | Michele Pirro     | Ducati      | 20      | +23.271     | 22       | 4      |
| 13      | 73  | Álex Márquez      | Honda       | 20      | +24.943     | 18       | 3      |
| 14      | 38  | Bradley Smith     | Aprilia     | 20      | +24.868     | 20       | 2      |
| 15      | 35  | Cal Crutchlow     | Honda       | 20      | +27.435     | 15       | 1      |
| 16      | 53  | Tito Rabat        | Ducati      | 20      | +28.502     | 21       |        |
| 17      | 6   | Stefan Bradl      | Honda       | 20      | +28.609     | 19       |        |
| Ret     | 42  | Álex Rins         | Suzuki      | 10      | Caída       | 8        |        |
| Ret     | 44  | Pol Espargaró     | KTM         | 8       | Caída       | 5        |        |
| Ret     | 88  | Miguel Oliveira   | KTM         | 8       | Caída       | 11       |        |
| Ret     | 21  | Franco Morbidelli | Yamaha      |         | No reinició | 7        |        |
| Ret     | 5   | Johann Zarco      | Ducati      |         | No reinició | 9        |        |
| 1. 2.   |     |                   |             |         |             |          |        |
| Fuente: |     |                   |             |         |             |          |        |

### Resultados Moto2
| Pos.    | N.º | Piloto                  | Constructor | Vueltas | Tiempo      | Parrilla | Puntos |
| ------- | --- | ----------------------- | ----------- | ------- | ----------- | -------- | ------ |
| 1       | 88  | Jorge Martín            | Kalex       | 13      | 19:24.723   | 2        | 25     |
| 2       | 10  | Luca Marini             | Kalex       | 13      | +2.195      | 8        | 20     |
| 3       | 23  | Marcel Schrötter        | Kalex       | 13      | +4.782      | 3        | 16     |
| 4       | 22  | Sam Lowes               | Kalex       | 13      | +7.249      | 6        | 13     |
| 5       | 97  | Xavi Vierge             | Kalex       | 13      | +7.325      | 16       | 11     |
| 6       | 72  | Marco Bezzecchi         | Kalex       | 13      | +7.771      | 10       | 10     |
| 7       | 12  | Thomas Lüthi            | Kalex       | 13      | +9.405      | 9        | 9      |
| 8       | 37  | Augusto Fernández       | Kalex       | 13      | +9.598      | 12       | 8      |
| 9       | 44  | Arón Canet              | Speed Up    | 13      | +10.023     | 5        | 7      |
| 10      | 16  | Joe Roberts             | Kalex       | 13      | +10.890     | 11       | 6      |
| 11      | 7   | Lorenzo Baldassarri     | Kalex       | 13      | +11.170     | 13       | 5      |
| 12      | 77  | Dominique Aegerter      | NTS         | 13      | +11.803     | 24       | 4      |
| 13      | 35  | Somkiat Chantra         | Kalex       | 13      | +13.002     | 17       | 3      |
| 14      | 96  | Jake Dixon              | Kalex       | 13      | +13.385     | 15       | 2      |
| 15      | 40  | Héctor Garzó            | Kalex       | 13      | +15.865     | 21       | 1      |
| 16      | 11  | Nicolò Bulega           | Kalex       | 13      | +15.897     | 14       |        |
| 17      | 62  | Stefano Manzi           | MV Agusta   | 13      | +15.913     | 19       |        |
| 18      | 42  | Marcos Ramírez          | Kalex       | 13      | +16.222     | 26       |        |
| 19      | 19  | Lorenzo Dalla Porta     | Kalex       | 13      | +18.830     | 27       |        |
| 20      | 24  | Simone Corsi            | MV Agusta   | 13      | +22.614     | 28       |        |
| 21      | 21  | Fabio Di Giannantonio   | Speed Up    | 13      | +25.079     | 23       |        |
| 22      | 64  | Bo Bendsneyder          | NTS         | 13      | +29.300     | 29       |        |
| 23      | 99  | Kasma Daniel Kasmayudin | Kalex       | 13      | +36.648     | 30       |        |
| Ret     | 87  | Remy Gardner            | Kalex       | 4       | Caída       | 1        |        |
| Ret     | 45  | Tetsuta Nagashima       | Kalex       | 3       | Caída       | 18       |        |
| Ret     | 9   | Jorge Navarro           | Speed Up    |         | No reinició | 7        |        |
| Ret     | 33  | Enea Bastianini         | Kalex       |         | No reinició | 4        |        |
| Ret     | 55  | Hafizh Syahrin          | Speed Up    |         | No reinició | 20       |        |
| Ret     | 57  | Edgar Pons              | Kalex       |         | No reinició | 22       |        |
| Ret     | 27  | Andi Farid Izdihar      | Kalex       |         | No reinició | 25       |        |
| 1.      |     |                         |             |         |             |          |        |
| Fuente: |     |                         |             |         |             |          |        |

### Resultados Moto3
| Pos.     | N.º | Piloto             | Constructor | Vueltas | Tiempo    | Parrilla | Puntos |
| -------- | --- | ------------------ | ----------- | ------- | --------- | -------- | ------ |
| 1        | 75  | Albert Arenas      | KTM         | 23      | 37:25.323 | 2        | 25     |
| 2        | 5   | Jaume Masiá        | Honda       | 23      | +0.049    | 4        | 20     |
| 3        | 17  | John McPhee        | Honda       | 23      | +0.447    | 3        | 16     |
| 4        | 79  | Ai Ogura           | Honda       | 23      | +0.121    | 13       | 13     |
| 5        | 13  | Celestino Vietti   | KTM         | 23      | +0.292    | 5        | 11     |
| 6        | 40  | Darryn Binder      | KTM         | 23      | +0.275    | 22       | 10     |
| 7        | 14  | Tony Arbolino      | Honda       | 23      | +0.487    | 8        | 9      |
| 8        | 53  | Deniz Öncü         | KTM         | 23      | +1.083    | 10       | 8      |
| 9        | 25  | Raúl Fernández     | KTM         | 23      | +1.136    | 1        | 7      |
| 10       | 24  | Tatsuki Suzuki     | Honda       | 23      | +1.177    | 6        | 6      |
| 11       | 2   | Gabriel Rodrigo    | Honda       | 23      | +2.221    | 7        | 5      |
| 12       | 16  | Andrea Migno       | KTM         | 23      | +1.924    | 12       | 4      |
| 13       | 71  | Ayumu Sasaki       | KTM         | 23      | +2.596    | 16       | 3      |
| 14       | 52  | Jeremy Alcoba      | Honda       | 23      | +2.228    | 18       | 2      |
| 15       | 82  | Stefano Nepa       | KTM         | 23      | +2.609    | 19       | 1      |
| 16       | 11  | Sergio García      | Honda       | 23      | +2.866    | 20       |        |
| 17       | 55  | Romano Fenati      | Husqvarna   | 23      | +2.920    | 29       |        |
| 18       | 54  | Riccardo Rossi     | KTM         | 23      | +3.486    | 9        |        |
| 19       | 23  | Niccolò Antonelli  | Honda       | 23      | +4.276    | 15       |        |
| 20       | 27  | Kaito Toba         | KTM         | 23      | +4.309    | 17       |        |
| 21       | 7   | Dennis Foggia      | Honda       | 23      | +5.776    | 11       |        |
| 22       | 99  | Carlos Tatay       | KTM         | 23      | +8.485    | 25       |        |
| 23       | 21  | Alonso López       | Husqvarna   | 23      | +10.963   | 30       |        |
| 24       | 6   | Ryusei Yamanaka    | Honda       | 23      | +23.563   | 21       |        |
| 25       | 73  | Maximilian Kofler  | KTM         | 23      | +23.814   | 26       |        |
| 26       | 92  | Yuki Kunii         | Honda       | 23      | +23.970   | 24       |        |
| 27       | 9   | Davide Pizzoli     | KTM         | 23      | +23.929   | 27       |        |
| 28       | 50  | Jason Dupasquier   | KTM         | 23      | +24.064   | 28       |        |
| Ret      | 12  | Filip Salač        | Honda       | 22      | Retirado  | 14       |        |
| Ret      | 70  | Barry Baltus       | KTM         | 6       | Caída     | 23       |        |
| DNS      | 89  | Khairul Idham Pawi | Honda       |         | No corrió |          |        |
| 1. 2. 3. |     |                    |             |         |           |          |        |
| Fuente:  |     |                    |             |         |           |          |        |